# Coleophora thermoleuca
Coleophora thermoleuca é uma espécie de mariposa do gênero Coleophora pertencente à família Coleophoridae.